# Giovanni Gaderisio
Giovanni Gaderisio (zm. ok. 1179?) – włoski kardynał.
Z pochodzenia był neapolitańczykiem, został jednak kanonikiem regularnym kongregacji St.-Victor w Paryżu. We wrześniu 1150 papież Eugeniusz III mianował go kardynałem diakonem SS. Sergio e Bacco. W marcu 1158 Hadrian IV promował go do rangi kardynała-prezbitera S. Anastasia. Uczestniczył w papieskich elekcjach w lipcu 1153, grudniu 1154 i wrześniu 1159; w tej ostatniej poparł wybór Aleksandra III. Trzykrotnie (1160, 1166 i 1169) był legatem Aleksandra III w Królestwie Sycylii, stając się jednym z zaufanych doradców króla Wilhelma I. Sygnował bulle papieskie między 23 października 1150 a 3 lipca 1179.
Johannes Brixius utożsamia kardynała Giovanni Gaderisio ze wspomnianym w kronice opata Roberta z Mont St. Michel kardynałem-legatem Janem, który został zamordowany w trakcie antyłacińskich rozruchów w Konstantynopolu za pontyfikatu Lucjusza III. Jednakże znacznie dokładniejsza relacja z tej masakry w kronice Wilhelma z Tyru podaje, że zamordowany legat był jedynie subdiakonem Świętego Kościoła Rzymskiego, a nie kardynałem, co czyni proponowaną przez Brixiusa identyfikację mało prawdopodobną.